# Товарознавство
Товарозна́вство — це комплексна наукова дисципліна, яка включає системи наукових знань, методів та практичних заходів, спрямованих на формування та розвиток асортименту та якості товарів з метою максимального задоволення потреб.
- дослідження властивостей нових товарів, насамперед безпеки, розробка номенклатури їх показників
- участь у розробленні вимог до якості товарів, що закладаються в нормативно-технічні документи на продукцію;
- створення нових приладів і сучасних методів контролю якості товарів що забезпечують об'єктивність результатів, мінімальні витрати ресурсів і часу;
- дослідження властивостей нових товарів, насамперед властивостей безпеки, розробка номенклатури показників якості цих товарів, необхідних і достатніх для комплексної оцінки якості;
- розробка системи якості на товари в підприємствах торгівлі на основі міжнародних стандартів;
- розробка рекомендацій щодо нагляду за товарами в процесі збереження і транспортування.

Детальніше про товарознавство — https://web.archive.org/web/20141108155401/http://pca.com.ua/